# 西方Project
西方Project（せいほうぷろじぇくと）是由原東京電機大學內的非公式工作室「AmusementMakers」（现同人组织「被瞬殺之道?」）开发的纵版弹幕射击游戏系列游戏。

## 概述
以「女仆擦弹射击（メイドさんかすりシューティング）」为主题，主人公为女仆机器人，本游戏十分看重擦弹操作来进行对敌攻击。
西方Project是原东京电机大学内的非公式工作室「AmusementMakers」以1998年入学成员为中心制作、发售的作品。2002年，开发成员大学卒业的同时让後辈继承工作室，新的开发人员建立了新的同人社团「被瞬杀之道?」。之后的2003年12月的Comic Market（以下C）65时在AmusementMakers的空间颁布，主要开发成员于2004年3月从东京电机大学大学院卒业，2004年8月的C66开始改为在「被瞬杀之道?」的空间颁布。
2011年，现在『秋霜玉』和『稀翁玉』已经不再发售，基本上只通过大会贩卖，目前『秋霜玉』没有WAV版的下载。
2011年，在「被瞬杀之道?」的空间仍保留『幡紫竜』体验版的下载，『秋霜玉』和『稀翁玉』原来官方网站的体验版已停止下载。

## 作品一览
秋霜玉
系列第1弹，公称「女僕彈幕STG（彈幕縱卷軸擦彈STG）（メイドさん弾幕シューティング（弾幕縦スクロールカスりSTG））」。
P.B.G的プロジェクト・ジャイアン（Project Gian）开始制作，在1998年11月的电机大学理工学部文化祭“鸠山祭”出展。
1999年11月开发初期版本的秋霜玉在鸠山祭出展。
2000年8月的Comic Market58（C58）中发布体験版，
2000年12月的C59发布完成版。
当初是3.5英寸软盘2枚，後来有CD-R版本颁布。
敌人放出的弾擦弹的话会有追加得点。连续擦弹可以直到999为止。
自机只有VIVIT可以选择，有种类的武器（仙人掌）供选择。
稀翁玉
系列第2弹，公称「对战弾幕擦弹STG（対戦・弾幕カスりシューティング）」
2001年8月的C60发布体验版，
2001年12月的C61发布完成版（Ver.1.003），
2002年8月的C62发布升级补丁。
和东方花映冢相仿的对战纵版弹幕射击游戏，主要靠擦弹而不是击破敌机来向对面输送火力，敌机击破后没有连爆，每击破一个敌机都会出现一串自狙弹用于擦弹，敌人输送过来的攻击也可用于擦弹。
胜败判定：画面左上的%表示的生命槽在中弹后会减少，0%时会发生[Guard Break]现象，之后在防御恢复之前被弾的话出现负判定。有平局（同时挂掉）判定。生命槽会慢慢回复，[Guard Break]之後5秒左右会开始恢复，此时再中弹不会出现负判定而是再次[Guard Break]。
自机角色加上前作主人公VIVIT，以及除EX及6面外前作BOSS5人和新角色2人及客串角色1人，共计9人。
幡紫竜
系列第三作。有C67和C74两个版本。
2003年12月的C65颁布体验版，
2004年12月的C67颁布除Ex面外全部完成的近似完成版。后来本来预定是追加Ex面，但最终变成了全面调整。之后发布和C67版同捆的修正版。
2006年8月C70发布了直到2面的修正版，
2006年12月C71发布直到4面的版本，
2007年8月C72发布直到6面（最终面）的修正版，
2007年12月C73的修正版追加关卡选择功功能，
2008年8月的C74发布完成版。
修正版中会话内容也被変更，C67版以前的旧版中故事情节比较严肃，修正版中故事及会话中的吐槽等得到了加强。
自机有VIVIT-r和樱崎比良乃2名。各有2种类的武器，共计4种类。

## 登场人物

### 自机
VIVIT
种族：机器人
主题曲：
-  （『稀翁玉』）

『秋霜玉』和『稀翁玉』的主人公。以仙人掌能源驱动的女仆型战斗机器人。
从家事全般到宇宙空间的活动都很拿手的跨时代的机器人，由于埃利希的意向而没有量产，『幡紫竜』的时候终于被量产化。
有同人社团RebRank（リブランク）的STG「五月雨」中的Ex面登场。
VIVIT-r
种族：机器人
主题曲：
- THE STRENGTH  （『幡紫竜』）

『幡紫竜』的主人公，和VIVIT的外形相同，与VIVIT的关系不确定。动力源是RedStorm。选择比良乃的话会作为4面BOSS登场，战斗後同行。
C67版本是礼仪端正的女仆，C74版本是性格恶劣的女仆。
樱崎 比良乃
种族：人类（巫女）
主题曲：
-  （『幡紫竜』）

『幡紫竜』的另一个主人公，巫女，会使用弓箭和玉作为武器，选择VIVIT-r的话会作为4面BOSS登场。战斗後同行。
C67版本是散发神秘气息的正统派巫女，C74版本似乎变得傲娇，并会对玉说。 
玉
C74版本新添加的角色，和博丽灵梦的阴阳玉相像，有自主意识，会和主人樱崎比良乃吵架。

### 秋霜玉首次登场
米莉亚
主题曲：
-  （秋霜玉）
-  （稀翁玉）
-  （幡紫竜）

乘坐蓝色战斗机「Sylph」的18岁少女，本编变成29岁，因此被VIVIT叫做欧巴桑。 埃利希从外部雇用的小队长。
『稀翁玉』中前作的初代「Sylph」被破壊，因乘坐有若干设计上差别的二代目「Sylph」。
冥&舞
主题曲：
-  （秋霜玉）
-  （稀翁玉）
-   （幡紫竜）

双子的姉妹。稍微电波的姉妹、会话断断续续。二人都穿黑衣。
盖茨
主题曲：
-  （秋霜玉）
-  （稀翁玉）
-  （幡紫竜）

热血汉的军人。输给VIVIT之后、承认VIVIT的力量，經常邀請其加入自己的部隊。
和VIVIT一起在同人社团RebRank的STG「五月雨」的EX面和主题曲「天空アーミー」一起客串出演。
玛丽
主题曲：
-  （秋霜玉）
-  （稀翁玉）
-  （幡紫竜）

金髪御姐。秋霜玉中戴了白色的ZUN帽子。
稍微Sadistic的性格，秋霜玉中以VIVIT为目标来S。 稀翁玉中目标除VIVIT外还增加了摩根。
稀翁玉中的EX攻击的名称和其他角色不同，有反映性格的台词。
埃利希
主题曲：
- 魔法少女十字軍（秋霜玉）
- My Maid, Sweet Maid（稀翁玉）
- Shocking Assailant（幡紫竜）

VIVIT的“主人”，有在三作中登场。秋霜玉为5面BOSS，幡紫竜为1面BOSS。
vivit
主题曲：
- （秋霜玉）
- （秋霜玉）
- （秋霜玉）

埃利希的女儿，VIVIT的设计原型（和VIVIT外形相像），名字为VIVIT的片假名写法，因为某次事故而变成机械构造体。
『稀翁玉』中没有作为自机登场，但是稀翁玉的「おまけファイル」中的TXT文件中记载。VIVIT的BOSS攻击实际上就是把秋霜玉6面BOSS的她送到敌方场地进行攻击。

### 稀翁玉首次登场
摩根
主题曲：
- （稀翁玉）
- （幡紫竜）

科学家，似乎非常讨厌对对手进行攻击，使用球类道具。
稀翁玉中被玛丽盯上了。
缪斯
主题曲：
- （稀翁玉）
- （幡紫竜）

有志于科学和魔法的融合的炼金术一族的族长，使用人偶和十字架之类的道具。

### 幡紫竜首次登场
桐岛 雄太
主题曲：
- Flamethrower（幡紫竜）

幡紫竜2面BOSS，正太。C74版中使用被破壊的话会GAME OVER的「地球破壞炸彈（地球はかいばくだん）」。
伊利亚，托利亚，菲利亚
主题曲：
- Tri-Star Attack（幡紫竜）

幡紫竜3面BOSS，三位一体进行攻撃。
伊利亚为赤髪，实际上似乎师从摩根。和托利亚、菲利亚一起管理去宇宙的大门。
托利亚为绿髪，戴眼镜，C74版本使用盾牌。
菲利亚在C67以前的版本，曾经被标示为，但只是错字。电波萝莉，抱着仙人掌的绒毛玩偶。自称三人中最强。似乎可以看见未来，但是看来是说谎。
拉古那斯
主题曲：
- （幡紫竜）

幡紫竜5面BOSS。社长。尤缇娅的弟弟。
尤缇娅
主题曲：
- （幡紫竜）

幡紫竜6面BOSS。11年前由于宇宙船事故在火星附近死亡的少女。C67以前版本比良乃ENDING中被标为10年前是误记，当时和机械的融合而失去意识。

### 东方Project出现过的角色
霧雨魔理沙
主题曲：
- （秋霜玉）

秋霜玉Extra面登场，和东方怪绮谈的服装有些许差别。战斗时魔力具现的翅膀会出现在背上，星之器会增加到6个。
博丽灵梦
主题曲：
- （秋霜玉）

秋霜玉Extra面登场。魔理沙被击破後，插入台词后继续攻击玩家。
人设更接近东方红魔乡，名字自此从改为。
幽香
主题曲：
- （稀翁玉）

稀翁玉达到一定条件才可使用角色，可能与东方幻想乡的人设对应。

## 和东方Project的关系
西方Project是基于在概念上对应「AmusementMakers」的先辈ZUN（后来成立了个人社团上海爱莉丝幻乐团）的东方Project而制作的作品。此外，秋霜玉和稀翁玉的音乐都是由ZUN负责制作，东方Project的一些角色也经由ZUN向制作组请求而登场的。『幡紫竜』ZUN未参与制作，因此关联性不明。东方红魔乡的开发，是由西方Project的开发成员ぽんち（pbg）准备开发环境及提供编程支持。

## 和Project Blank 的关系
在「AmusementMakers」的后辈的STG开发成员「Project Blank」（之后成立了同人社「RebRank」）的处女作『五月雨（PNB SMD）』中，西方project的主程的ぽんち（pbg）作为「程序支持」参与。另外应「Project Blank」的开发成员Yoko（blankvision）的要求，『秋霜玉』中的角色VIVIT及盖茨在五月雨的 Extra Stage 中作为 BOSS 客串登场。还有，从『五月雨』Extra Stage 中 VIVIT 的台词等来推测，五月雨Ex的时间线在『秋霜玉』Extra Stage 刚刚结束时。Yoko在『稀翁玉』作为手册作成的制作人员在制作人员列表中登场。